# Ivan Zadranin
Ivan Zadranin, dalmatinski pisatelj, * 17. stoletje.
Zadranin je najbolj znan kot avtor knjige Historija od Filomene, ki jo je izdal 1672 v Benetkah.